# Schmetterlingsantenne
'Der Begriff Schmetterlingsantenne wird im deutschen Sprachraum für mehrere unterschiedliche Antennenbauformen verwendet, die alle den geöffneten Flügeln eines Schmetterlings ähneln.

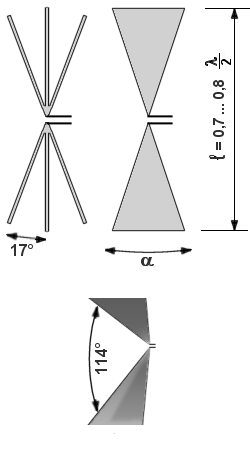
Beispiele für Flächendipole: Fächerdipol (oben links), Spreizdipol (oben rechts) und ein nach vorn abgewinkelter Spreizdipol (unten)

Flächendipole sind Sonderformen von Antennendipolen, deren Drahtstärke die Ausmaße einer Fläche annimmt und die hauptsächlich als Empfangsantenne für den VHF- und UHF-Bereich verwendet werden.
Es sind flächig ausgebildete Halb- oder Ganzwellendipole, deren Frequenzabhängigkeit der Fußpunktimpedanz über einen relativ großen Frequenzbereich gering bleibt und die deshalb als Breitbandantennen verwendet werden. Durch den Spreizwinkel α werden Impedanz, Verkürzungsfaktor und Bandbreite bestimmt. Die erhöhte kapazitive Wirkung der extrem verbreiterten Dipolenden bedingt eine zusätzliche Verkürzung der Länge des Dipols.

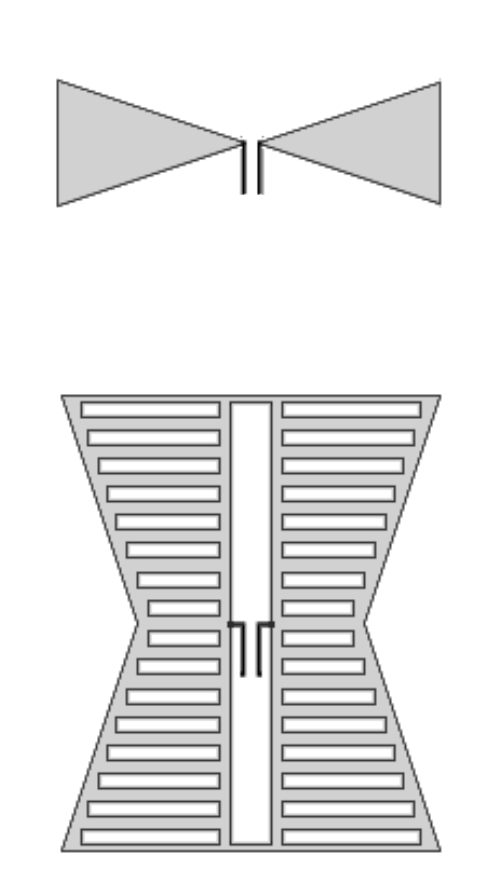
Spreizdipol bzw. Schmetterlingsdipol (oben) und Batwing-Antenne (unten)

Beide Bauformen können sowohl eben als auch nach vorn abgewinkelt aufgebaut werden. Dabei hat sich ein Öffnungswinkel von 114° im praktischen Betrieb als günstig erwiesen.
Die ebene Bauform kann auch vor einer Reflektorwand montiert oder sogar Bestandteil einer Yagi-Antenne sein. Trotz der offensichtlichen Strahlerfläche sind Flächen- und Fächerdipole aufgrund der elektrischen Eigenschaften noch lineare Antennen, zählen also nicht zu den Flächenantennen.

## Schmetterlingsdipol
Diese Dipolantenne ist ein Flächendipol und wird auch Spreizdipol genannt. Man kann sich diese Antenne wie eine Drahtantenne mit Endkapazitäten vorstellen oder als doppelten Drahtfächer. Durch die Ausbildung als Fläche verringern sich die Verluste bzw. vereinfacht sich die Konstruktion. Die elektrische Länge beträgt bei der unteren Frequenzgrenze λ/2 (Halbwellendipol) und bei der oberen mindestens λ (Ganzwellendipol). Durch den Spreizwinkel verstetigt sich die Speisepunkt-Impedanz bei dieser und auch bei weiter steigender Frequenz (Winkelprinzip). Die Bandbreite dieser besonders beim UHF-Empfang üblichen Antennen beträgt praktisch etwa 2:1 und überstreicht so das gesamte Frequenzband IV/V.
Den Namen Schmetterlingsdipol erhielt diese Antenne durch die Übersetzung des englischen Namens Butterfly-Antenna. Es ist eine lineare Antenne für Breitbandanwendungen und trotz der Flächenausbildung des Dipols keine Flächenantenne.

## Batwing-Dipol
Eine weitere flügelförmige Antenne ist die Batwing-Antenne. Merkmal ist der Schlitz zwischen den beiden an den Enden miteinander verbundenen Flächen. Somit zählt diese Antenne bereits zu den Flächenantennen.
Die Funktion des Batwing-Dipols kann man sich erklären, indem man sich an den Speisepunkten eines Spreizdipols zwei an den Enden kurzgeschlossene λ/4-Leitungen vorstellt. Die Flächen des Spreizdipols werden dann bis zu den Leitungsenden vergrößert. Der sich bildende Schlitz ist wie auch die λ/4-Leitungen in Resonanz (siehe auch Schlitzantenne). Die weiteren Schlitze in der Fläche verbessern die Stromverteilung und das Frequenzverhalten. Die kompakte Fläche kann durch eine Gitterkonstruktion ersetzt werden, die Ecken können abgerundet werden – so entsteht das typische Aussehen von Fledermausschwingen, das der Antenne den Namen gab.

## Turnstile- und Superturnstile-Antenne

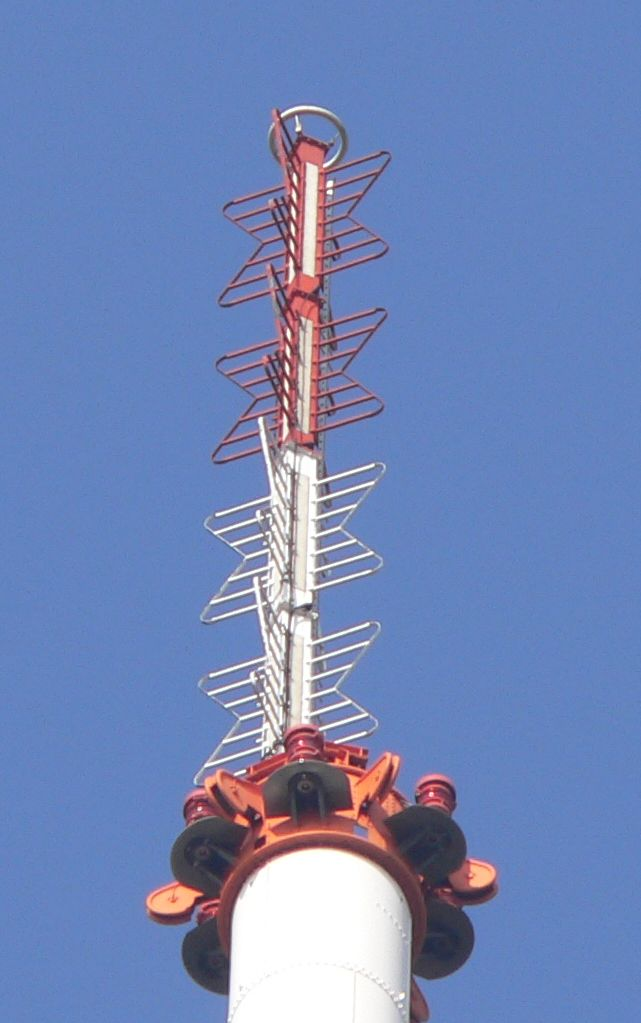
Superturnstile-Antenne auf dem MW-Hauptsendemast des Rundfunksenders Mühlacker, Deutschland

Um eine annähernde Rundstrahlcharakteristik in der Horizontalebene zu erhalten, werden zwei Batwing-Dipole wie ein Kreuzdipol zusammengesetzt und beide Dipole mit einem Phasenunterschied von 90° gespeist. Da deswegen eine zirkulare Polarisation entsteht, werden zwei solcher gekreuzten Batwings übereinander montiert. Ein Antennenpaar wird mit linksdrehender zirkularer Polarisation und das zweite Paar mit rechtsdrehender zirkularer Polarisation ausgestattet. Die Summe beider Antennenpaare bewirkt im Fernfeld ein vertikal linear polarisiertes magnetisches Feld und ein horizontal linear polarisiertes elektrisches Feld. Diese Konstruktion erhielt den Namen Turnstile-Antenne.
Für den kommerziellen Einsatz als Rundfunksendeantenne werden mehrere solcher Ebenen übereinander gestockt. Diese Konstruktion erhielt den Namen Superturnstile-Antenne und ist an vielen Sendetürmen, wie zum Beispiel dem Berliner Funkturm und dem Sendemast in Mühlacker, zu sehen.